# 과학언론
과학언론은 과학과 관련된 정보를 대중에게 알려주는 기능을 하는 언론의 한 갈래이다.
과학기술은 그것의 전문성과 복잡성, 그리고 사회적 영향력이 사회의 다른 어느 부문보다도 높은 만큼 과학기술을 보편적인 상징체계로 재구성하기 위해서는 정교한 커뮤니케이션 메커니즘이 필수적이다. 따라서 과학기술을 다룰 때는 기존의 언론이 여타의 사회문제들을 접근하는 방식과는 다른 새로운 방식의 언론관행이 요구된다.

## 과학언론의 특징
추상성과 전문성 및 복잡성은 현대 과학기술의 가장 두드러진 특징들이다. 과학보도 역시 이런 특징들을 다룰 수밖에 없기 때문에 이들은 곧 과학보도의 특징들이 된다. 과학보도의 분야에서 과학자들과 보도담당자들 사이를 중개해주는 중개인의 역할이 절실하게 필요한데, 그 주된 이유는 과학이 갖고 있는 특징들 때문이라 하겠다.

### 추상성
과학적 탐구과정이 가장 먼저 개입되는 요소는 추상성이다. 이것은 탐구의 결과로 생기는 과학적 지식이 특별한 모양새 속에서 꿈틀거리고 있는 현상들을 가장 간략하게 기술 내지 설명하려는 노력 때문이다. 추상화의 과학적 과정은 필연적인 것이며, 그 속에서 일반성의 확대도 살아난다고 볼 수 있다. 과학의 추상적 특징이 과학보도에 그대로 이어질 수밖에 없음이 과학보도가 갖고 있는 특징이면서 어려움이기도 하다. 즉 과학보도가 궁극적으로 과학하는 과정을 다루는 이상 그 속에 내재되어 있는 추상성을 배제할 수 없다.

### 전문성
과학의 지식추구과정이 비단 추상적일 뿐만 아니라 탐구대상의 분기화로 말미암아 매우 전문적이게 되었다. 지식탐구 과정이 보다 확대되어 나가고, 무엇보다 과학적 지식이 폭넓게 축적되어 가면서 그것은 점점 더 분야별로 전문화되어 가기 시작했다. 과학의 모든 과정이 전문화되어 가면서 지식축적이 제도화되어 갔고 그로 인하여 지식에 접근하는 방법마저 상당한 교육이 필요한 만큼 전문화되어 갔다. 이런 상황에서 과학보도 담당자들도 그런 이중적 전문성에 숙달되지 않으면 과학을 제대로 보도할 수 없을 것임은 너무나 자명하다. 그러므로 과학보도도 자연히 전문성을 띠지 않을 수 없다.

### 복잡성
마지막으로 과학의 지식추구 과정이 갖고 있는 특징 중의 하나는 복잡성이라 할 수 있다. 다시 말해서 오늘날 과학적 지식의 대부분은 단순한 구조로 이루어져 있는 것이 아니라 복잡한 구조로 형성되어 있다는 점이다. 과학의 특성 중 하나가 복잡성인 한에 있어서 과학보도 또한 그 복잡성을 피할 길이 없다. 보도대상이 갖고 있는 구조적 특성을 이해하여야만 과학보도 담당자는 그 대상을 제대로 다룰 수 있을 것이다. 그 이해는 곧 복잡성의 구조에 대한 파악을 의미하는 것이다.

## 과학기사의 일반원칙
기사작성에서 기본적으로 필요한 것은 누가 무엇을, 누구에게 어떻게 전하고 전해진 내용이 어떻게 반응하고 있는가를 알아서 잘못된 것을 보완하는 총체적인 전략이다. 따라서 과학기사는 과학언론인들과 과학정보를 제공하는 과학자들은 물론 이를 수용하는 대중들이 과학기술의 필요성을 근본적으로 인식하고 있는 바탕 위에서만이 효과를 거둘 수 있다는 인식이 중요하다. 따라서 과학기사를 작성할 때 일반적으로 다음과 같은 사항들을 고려해야 한다.
1. 기사의 이해를 돕기 위해 이야기를 그림으로 설명하는 것이 좋다.
2. 숫자는 적당하게 정리한다.
3. 기사는 간단하고 명쾌하게 쓴다.
4. 곧 바로 기사의 요점으로 들어간다.
5. 독자의 수준을 너무 과소평가하거나 너무 과대평가해서도 안 된다.
6. 하나의 기사 속에 너무 많은 내용의 기사를 넣으려고 해서는 안 된다.
7. 기자들에게 구문이라고 해서 독자들에게도 구문일 수는 없다.
8. 독자들이 7-8줄의 문장을 읽을 때마다 무엇 때문에? 또는 그래서 어떻게? 라는 의문을 줄줄이 엮어 내면서 독자를 끌고 가야 한다. 그리고 거기에 대한 대답을 분명히 주어야 한다.
9. 기자가 '재미있다'는 사실을 밝힐 수 없다면 '이 발견은 재미있다'는 말을 해서는 안 된다.
10. 어떤 주제에 대한 글을 쓸 때 자신이 참고한 모든 문헌에 대해서 지학적인 참고로 제공할 필요가 없다.

## 과학언론과 일반언론의 차이

### 기자의 친과학적 성향
과학자들이 과학이 문제해결에 매우 유용한 방법이라고 교육받고, 훈련된 것을 고려하면, 과학자들의 친과학적인 성향은 당연하다고 생각할 수 있다. 하지만, 기자들도 친과학적인 성향을 보이는데, 이로 인해 기자들은 과학자들이 취재원으로서 기자들에게 거짓을 말할 가능성이 적다는 가정을 가질 수 있다.

### 과학계내의 검증
과거 과학자들의 연구 결과가 과학계 내의 검증 시스템을 통과하지 않은 채 기사화 된 적이 있었다. 하지만 동료 간 검증 없이는 오보를 생산해낼 위험이 있다는 인식하에 과학 뉴스가 한 단계 안전망을 두르게 된 것이다. 하지만 이와 같은 안전망은 도리어 기자들의 날카로운 비판의식과 의심을 무디게 할 수도 있다는 것을 고려해야 한다. Levi는 동료 검증 시스템이 완전할 수 없으며, 기자들은 항상 논문을 의심해 보아야 한다는 것을 강조한다.

## 과학과 언론의 관계
- 스토킹(1999)은 대다수의 과학보도 관련 연구는 언론인의 과학에 대한 설명이 편견에 차 있고 왜곡되었으며 반면에 과학자의 과학에 대한 설명은 객관적이며 정확하다고 지적한다. 각 항목별로 살펴보면 다음과 같다.[3]

1. 언론인들은 과학을 실제보다 더 확실한 것으로 보도하는 경향이 있다.
2. 언론인들은 과학을 불확실하고 당황한 것으로 만드는 경향이 있다.
3. 과학보도에 있어 분석의 수준을 개인으로 할 것인가 혹은 조직으로 볼 것인가에 따라 설명이 달라질 수 있다.

- 던우디(1999)는 불확실성에 대한 해석에 있어 과학자들과 언론인간의 차이점에 대해 연구하면서 언론인과 과학자들은 해석의 문제에 있어 불평등한 관계에 있을 수밖에 없다고 지적한다.[3]

## 언론윤리와 과학언론
- 메릴(1997)은 윤리학을 언론분야에 적용하면서 크게 두 가지 입장으로 정리고 있다. 첫째는 칸트로 대별되는 의무론적(deontological) 입장이고 다른 하나는 J.S.밀로 대표되는 목적론 혹은 결과론적(teleological) 입장이다. 이러한 의무론적 입장과 목적론적 입장을 취재보도 부분에 적용한 메릴은 진실 되고(truthful), 불편부당하고(unbiased), 완전한 보도(full)를 해야 한다는 세 가지 원칙과 공정해야(fair) 한다는 원칙의 첫 글자를 따서 TUFF 공식으로 정리하고 있다. 이 중 앞의 세 가지 원칙은 어떠한 경우에도 지켜야할 의무론적 입장에 해당하고 공정성 원칙은 경우에 따라 달라질 수 있는 결과론적 입장에 속한다.[3]
- 발렌티와 윌킨스(1995)는 납중독이나 원자력 연구소 폭발과 같은 공중들에게 직접적으로 위험을 가져다 줄 수 있는 사건을 미디어를 통해 해결하는 방식에 관심을 두고 이를 위험 커뮤니케이션(risk communication)으로 정리하고 있다. 위험커뮤니케이션이란 특정한 위험에 대해 공중들에게 메시지를 일방적으로 전달해주는 것을 의미하며 이의 목표는 교육, 설득, 행동변화에 있다. 발렌티와 윌킨스는 위험 커뮤니케이션은 바로 칸트의 “거짓말을 하지 마라”와 같은 의무론적 도덕률과 직접적인 관련이 있다고 보는데 그 이유는 완전한 정보 제공과 같이 언론이 개인들에게 위험과 관련 메시지에 적절하고 특수하게 반응하는 것을 도와주는 것을 큰 목표로 삼기 때문이다.[3]
- 크레이그(2000)는 최근 언론의 많은 주목을 받고 있는 유전자 검사와 관련된 보도를 윤리적으로 분석하였다. 1995년과 1996년에 걸쳐 미국의 주요 신문과 방송뉴스에서 다루어 졌던 유전자 검사에 대한 내용을 윤리 이론에 기초하여 의무론적 시각과 결과론적 시각 두 가지로 나누어 분석을 하였다. 메릴의 구분과 같이 진실과 수용자의 알 권리를 강조하는 의무론적 시각과 해로움을 피하는데 강조를 두는 결과론적 입장으로 나누어 분석한 결과 대부분의 언론 보도는 결과론적 성향을 띠는 것으로 드러났다.[3]

## 과학언론이 나아가야 할 방향
- 과학과 사회, 과학자와 대중의 상호소통을 위하여 언론매체는 무엇을 할 수 있을까. 대중의 눈높이에서 대중적 언어로 말하되, 과학의 개념은 정확히 전달하는 전문성을 함께 갖춰야 할 것이다. 과학자들도 스스로 사회, 대중, 언론과 소통하려는 노력을 기울여야 한다. 소통을 위한 제안을 몇 가지로 정리한다.[4]

1. 과학자들이 스스로 나서 과학과 사회의 소통을 확대하려는 노력이 필요하다.
일찍이 과학 대중화를 이룬 영국·미국 등 과학 선진국에서는 대중의 눈높이에서 과학자와 시민들 자이의 의사소통을 넓히려는 노력들이 많이 이뤄지고 있다. 영국 왕립연국소(RI)가 해마다 저명한 과학자를 한명씩 뽑아 과학 대중화 강연을 이끌도록 하는 ‘크리스마스 강연'은 좋은 본보기이다. 여기에 과학자들의 과학 대중화 노력이 필요하다.
2. 언론의 관행에도 변화가 있어야 한다.
난해한 과학을 대중의 관심과 언어로 재구성하면서도 과학의 본 모습을 정확하게 보도하려면, 언론은 쉽게 풀어쓰고자 하는 노력 외에 과학 지식의 전문성을 높이고 과학 연구의 내적, 외적 맥락에 대해서도 충분히 관심을 기울여야 할 것이다.
3. 과학과 언론, 과학과 사회가 만나는 중간 점이지대들이 다양하게 확대되어야 한다.

- 과학기사는 일반 수용자가 과학의 세계를 이해하도록 돕는 거간 역할을 담당해야 한다. 과학기사는 과학의 편익에 대해서 알려야 하지만 동시에 그것이 갖고 있는 위험을 알림에 있어서도 과감해야 한다. 또 과학이 문화나 사회적으로 갖는 가치에 대해서도 충분히 전달을 해야 한다. 그러나 무엇보다 중요한 것은 과학세계의 생각, 아이디어, 질서 등을 비과학자의 그것과 연결시키는 역할을 담당해야 한다. 과학이나 예술은 모두 인간세계의 질서를 지탱해주고 있고 인간의 삶이 더욱 윤택해지도록 도울 때 그 가치는 빛나게 되어 있다. 과학과 관련된 현상만을 나열한다고 해서 과학보도의 일을 다 했다고 생각한다면 잘못된 생각이다. 또 과학적 정보를 대다수의 수용자에게 알렸다고 훌륭한 보도라고 생각하는 것도 잘못이다. 과학보도는 일반 국민들의 걱정, 희망, 어려움 그리고 꿈을 과학자들에게도 알려 그들의 반응을 보이게 하는데 기여하도록 노력해야 할 것이다. 말하자면 과학보도를 통해서 과학자와 비과학자가 쌍방적인 것을 이룩하고 더 많은 공통분모를 발견할 수 있도록 도와주어야 할 것이다. 따라서 과학보도가 짊어진 짐은 수용자들이 자기의 문화 환경으로서 과학을 인식하고 받아들이도록 설득하고 동시에 과학의 신비성을 벗겨 그들의 생활의 일부라는 것을 주지시키는 것이라고 얘기할 수 있다.[1]